# Kurt Hoffmeister
Kurt Hoffmeister (28. listopadu 1954 Freyung – 21. srpna 1977 státní hranice u obce Rybník) byl německý dělník, který byl v roce 1977 zastřelen příslušníky Pohraniční stráže, když se v roce 1977 neúspěšně pokusil emigrovat z Východního Německa přes Československo do Západního Německa.

## Život
Narodil se v roce 1954. V mládí žil ve městě Freyung v Bavorsku v Západním Německu. V roce 1960 se jeho rodina přestěhovala do Braniborska poté, co jeho otec Walter získal jako zubař nabídku na velmi dobře finančně ohodnocenou práci ve Východním Německu. Měl devět sourozenců.

### Odchod do Východního Německa
Rodině Kurta Hoffmeistera bylo nejprve slíbeno, že z Východního Německa bude moci kdykoliv odejít, nicméně po stavbě Berlínské zdi se situace zkomplikovala a rodina byla stíhána za své protikomunistické názory. Sám Kurt byl v roce 1973 odsouzen k trestu odnětí svobody v délce trvání šesti týdnů za „antisociální způsob života a ohrožování pořádku a bezpečnosti.“ V době útěku pracoval v železárnách v Eisenhüttenstadtu a žil v obci Beeskow.

## Pokus o útěk ze země
K útěku ze země se definitivně rozhodl v srpnu 1977 spolu se svým přítelem a kolegou z železáren. Rozhodli se přejít přes československo-západoněmeckou hranici do Bavorska přes Šumavu. Na útěk se pečlivě připravil, předzásobil se penězi a potravinami. Po překročení hranice do Československa se několikrát ztratili, ale po dvou dnech cesty nakonec dojeli do cílové vesnice Pivoň na v okrese Domažlice. Pomocí map a kompasu se poté přes louky a lesy dostali až ke státní hranici. Po překonání dvou plotů se sice blížili k překročení státní hranice, v ten moment byli ovšem spatření příslušníky Pohraniční stráže. Hoffmeister i jeho kamarád se rozutekli, ovšem krátce poté byl Hoffmeister zasažen jednou ranou do zad. Krátce poté na místě zemřel. Kulka totiž zasáhla jeho plíce a srdce.

### Po smrti
V září 1977 byl Hoffmeister pohřben ve městě Beeskow ve východoněmeckém Braniborsku. Jeho kamarád byl zadržen a odsouzen k trestu odnětí svobody v délce dvou let a tří měsíců. Rodina Kurta Hoffmeistra byla posléze několik let sledována německou tajnou službou Stasi. Jeho rodiče NDR opustili v roce 1986. Hoffmeistrův kamarád nakonec opustil NDR v červnu 1982.

#### Soudní dohra
V lednu 2006 byl příslušník Pohraniční stráže, který Hoffmeistra zastřelil, odsouzen k podmíněnému trestu odnětí svobody v délce trvání dvou let. Z důvodu promlčení případu byl rozsudek o tři měsíce později zrušen. Další trestní stíhání bylo v případu zahájeno v prosinci 2017. V srpnu 2016 byl případ uveden jako jeden z těch, které byly použity při podání trestních oznámení v Německu na bývalého československého premiéra Lubomíra Štrougala či generálního tajemníka ÚV KSČ Miloše Jakeše. Nikdo z nich ale odsouzen nikdy nebyl.[zdroj?]